# Iglesia de San Blas (Oliva de Plasencia)
La iglesia de San Blas es el templo parroquial católico de la villa española de Oliva de Plasencia, en la provincia de Cáceres. 
Construido en el siglo XVI-XVII en estilo renacentista, es uno de los dos principales monumentos del casco urbano de la villa, junto con el palacio de los Condes. Se ubica en las afueras septentrionales de la localidad, abarcando la parcela una superficie gráfica de 459 m².

## Historia y descripción
La iglesia fue construida en el siglo XVI-XVII en estilo renacentista. Su estructura es principalmente de mampostería, aunque cuenta con algunos elementos de sillería granítica, destacando entre estos últimos su campanario, que es una torre de tres cuerpos separada del resto del edificio por su propia escalera de acceso, ubicada en el oeste del templo. En su exterior, la iglesia cuenta con cubierta a dos aguas de teja y fachada en piedra vista sin revestimiento. La documentación más antigua de esta parroquia son sus archivos de bautismo, que se remontan a 1560.
Se estructura en una sola nave de planta rectangular, de tres tramos con arcadas de medio punto, más una capilla y una sacristía en el lado de la Epístola. Se accede al interior del templo por un atrio ubicado entre la capilla y la sacristía, en el cual se ubica la portada de acceso, formada por un arco de medio punto en cantería con impostas; existió otra portada lateral de medio punto, pero está actualmente tapiada. En el interior, la puerta de la sacristía es un arco conopial de cantería, mientras que el presbiterio está separado por un gran arco triunfal ojival; en esta cabecera destacan su retablo mayor barroco del siglo XVIII y su artesonado mudéjar, algo deteriorado, formado por una estructura octogonal sobre trompas y decorado con lacerías. Los vanos de las ventanas son cuadrados y rectangulares y los de las campanas de la torre son de medio punto.
En la plaza de la iglesia hay una cruz de sillería de granito sobre tres peldaños cuadrangulares de cantería. Tiene plinto moldurado, columna con cuatro acanaladuras y capitel circular. La cruz es de brazos redondos, siendo el inferior mínimo. En la base del plinto consta una fecha actualmente ilegible, que algunos autores interpretan como "1640" y otros como "16(7)3".

## Uso actual
Desde el punto de vista eclesiástico, el templo es sede de una parroquia que abarca el municipio de Oliva de Plasencia, dependiente del arciprestazgo de Hervás en la diócesis de Plasencia. Ha sido durante siglos una parroquia de un solo templo, pues ya en el Interrogatorio de la Real Audiencia de Extremadura de 1791 los vecinos de la villa indicaron que en el territorio de Oliva no había ninguna ermita.
El Plan General Municipal de Oliva de Plasencia protege el edificio y el crucero vecino como monumentos de relevancia local, con un nivel de protección urbanística integral. Asimismo, el crucero está protegido como Bien de Interés Cultural por la declaración genérica del Decreto 571/1963.